# Історико-меморіальний комплекс пам'яті жертв нацизму
Історико-меморіальний комплекс пам'яті жертв нацизму (англ. Historic Memorial Complex to Victims of the Nazi Regime) — філія Вінницького обласного краєзнавчого музею, створена 15 липня 2011 року. Комплекс складається з двох об'єктів: території колишньої ставки та братської могили військовополонених, які загинули під час будівництва «Вервольфа».

## Загальна інформація
Перша назва «Історико-меморіальний комплекс пам'яті жертв фашизму». У 2015 році комплекс переназвано в «Історико-меморіальний комплекс пам'яті жертв нацизму».
Один з найбільш унікальних та молодих музеїв України, який асоціюється з німецькою військово-польовою ставкою «Вервольф» Адольфа Гітлера Адольф Гітлер.
Територію колишньої військово-польової ставки «Вервольф» для експозиційного втілення обрано не випадково. Біля ставки знаходиться братська могила військовополонених, які загинули під час її будівництва. По-друге, під час окупації внаслідок особливого режиму пов'язаного з «Вервольфом» було знищено десятки тисяч мирного населення. Також, на даній ставці приймалися важливі рішення про хід війни на території СРСР, які в результаті призвели до поразки нацистських військ.
Експозиційні матеріали комплексу базуються виключно на історичних фактах, архівних документах Державного архіву Вінницької області, архіву Служби безпеки України, Центрального державного кінофотофоноархіву ім. Г. С. Пшеничного, матеріалах краєзнавців, дослідників подій Другої світової війни і відображають достовірний плин подій, не акцентуючи уваги на постаті ватажка нацистів, а тим паче не пропагуючи пронацистські ідеали. Новостворений музей відображає історію окупації області і злочини німецьких та румунських окупантів, а також спротив населення України.

## Для відвідувачів
Комплекс займає територію 24 га. На під'їзді до комплексу встановлено 3 двомовних білборда та 2 вказівники.
Вздовж екскурсійного маршруту протяжністю 1800 м, прокладеного повз залишки бункерів та басейну, для відвідувачів розміщено 19 інформаційних двомовних стендів з описом окупаційного періоду на Вінниччині. Бажаючі можуть замовити екскурсії, які проводять наукові співробітники з відповідною підготовкою. Є можливість користуватися аудіогідами з українською, англійською, німецькою, російською мовами. Для відвідувачів науковими співробітниками підготовлено та видано на українській, російській, англійській, німецькій мовах буклет «Історико-меморіальний комплекс пам'яті жертв нацизму» зі схемою екскурсійного маршруту та інформацією про окупаційний період на Вінниччині. Асфальтний майданчик призначений для демонстрації техніки періоду Другої світової війни.
Інформація для відвідувачів подається за такими розділами: 
- історія створення ставки, її значення та вплив на події Другої світової війни;
- окупаційний режим та його наслідки для Вінницької області;
- боротьба народних месників з німецькими та румунськими окупантами;
- визволення Вінниччини від загарбників та справедливе покарання нацистських злочинців.

## Координати
Каса комплексу працює: вівторок-неділя з 10—17 год. Понеділок – вихідний.
Дні відкритих дверей: 20 березня, 9 травня, 18 травня, 22 вересня, 28 жовтня. Кожна остання неділя місяця — для малозабезпечених, багатодітних родин та пенсіонерів.
Адреса: 23211, урочище «Кемпінг», смт Стрижавка Вінницького району Вінницької області.

## Галерея

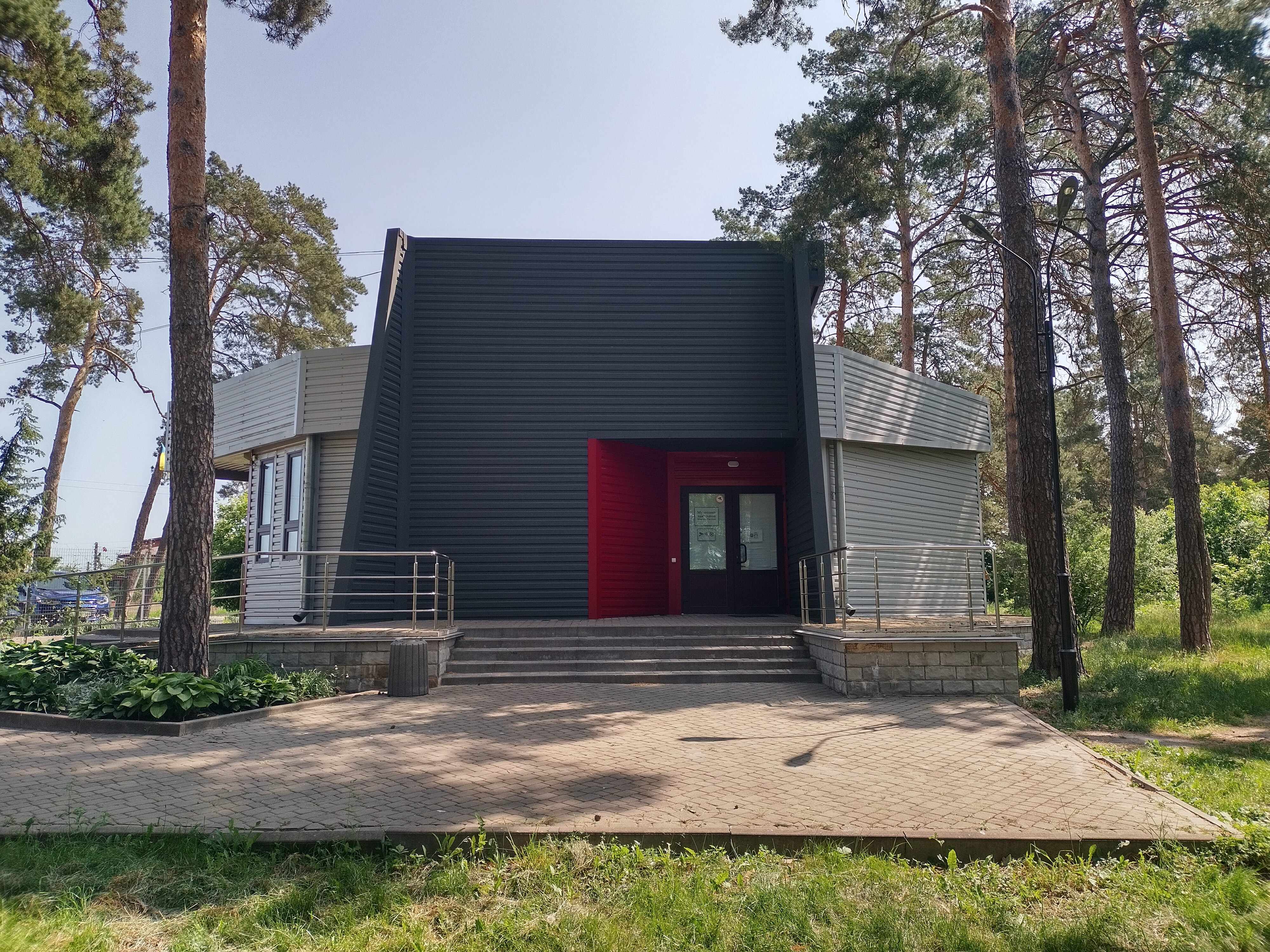
Будівля музейного павільону
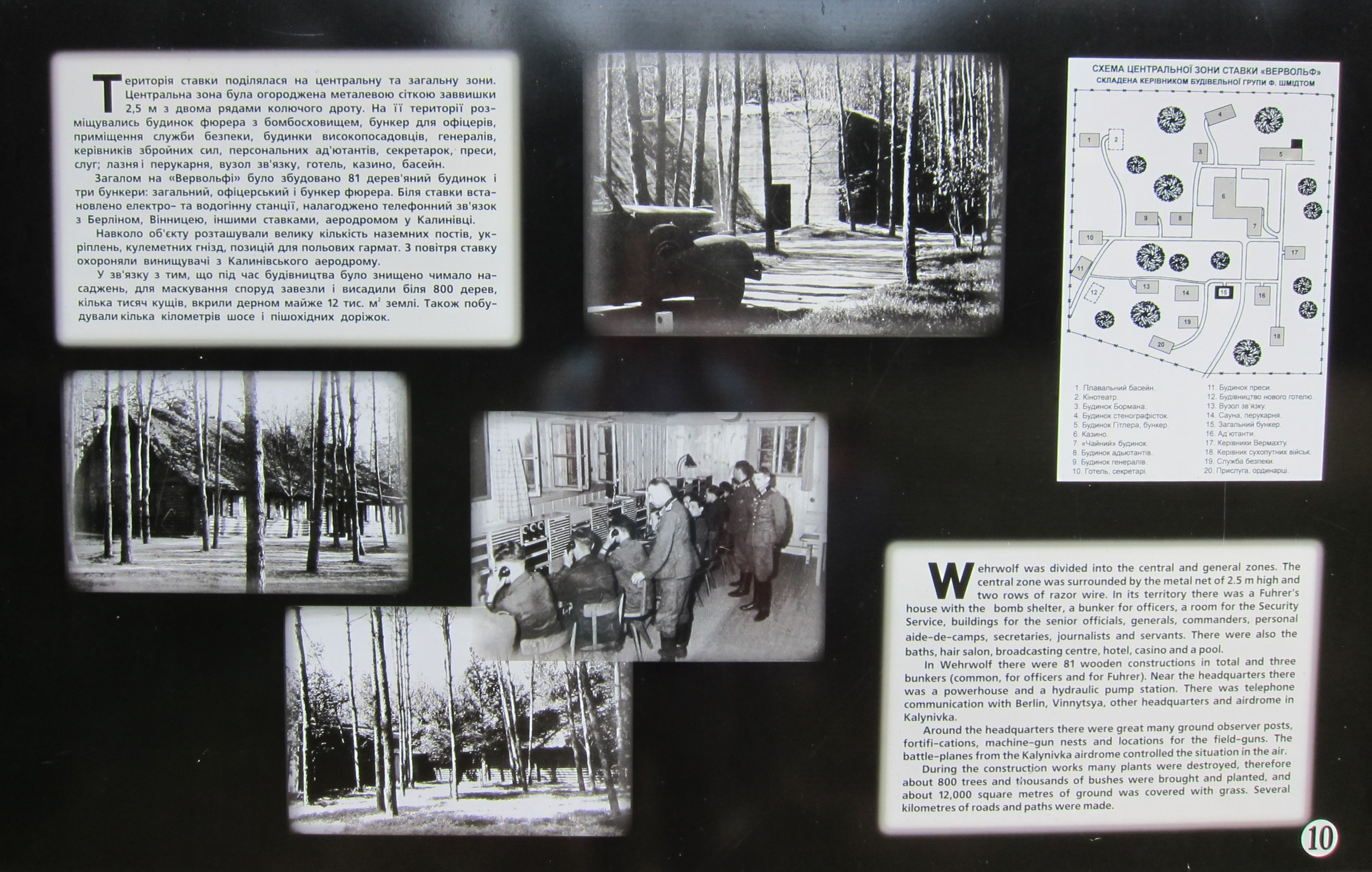
Схема центральної частини ставки - один із інформаційних стендів на території комплексу